# Vương quốc Wessex
Vương quốc Wessex (Westseaxna rīce) là vương quốc của người Anglo-Saxon nằm ở phía Nam của Đảo quốc Anh. Thành lập từ năm 519 đến khi thành lập Vương quốc Anh vào năm 927.

### Cơ đốc giáo và vương quốc Mercia

Các vương quốc Anglo-Saxon vào khoảng 600

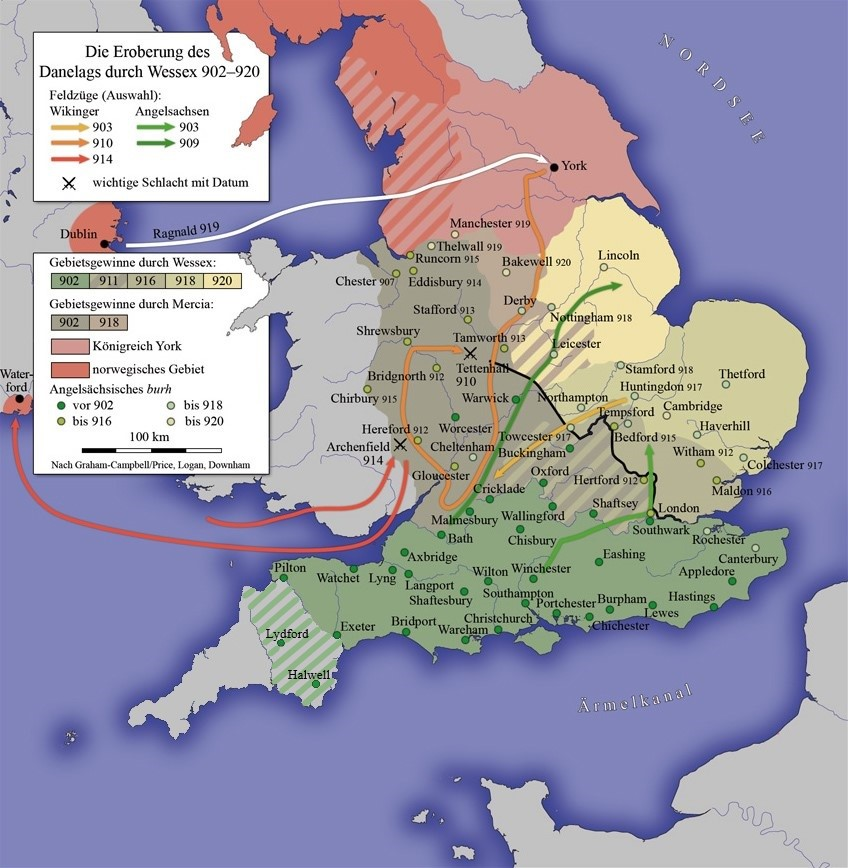
Unification of England and Defeat of the Danelaw in the 10th century under Wessex.

## Lịch sử